# Arcidiocesi di Soltania
L'arcidiocesi di Soltania (in latino: Archidioecesis Soltaniensis) è una sede soppressa e sede titolare soppressa della Chiesa cattolica.

## Storia
Fin dalla prima metà del XIII secolo la Santa Sede, grazie alla mediazione dei Francescani e dei Domenicani, dopo lunghi secoli aveva ripreso il contatto con l'Oriente cristiano. Nel 1265 veniva fondato un convento di Domenicani in Cilicia (Anatolia). In precedenza, papa Gregorio IX (1227-1241) aveva inviato otto padri domenicani in Georgia, cui seguirono scambi epistolari di cortesia tra il papato ed i regnanti georgiani.
Le missioni latine in queste terre furono favorite dai re Mongoli, i quali dominavano tutto il Medio Oriente dall'Anatolia alla Persia (Ilkhanato), e dalla loro tradizionale tolleranza nei confronti della religione cristiana.
In questo contesto, con la bolla Redemptor noster del 1º aprile 1318, papa Giovanni XXII eresse l'arcidiocesi di Soltania (corrispondente alla città di Soltaniyeh nel nord dell'odierno Iran) la capitale dell'Ilkhanato. Con questa bolla il papa creò una seconda provincia ecclesiastica nel vasto Impero mongolo, dopo quella di Khanbaliq (la «città del khan», la futura Pechino, eretta nel 1307), da cui, fino a quel momento, dipendevano tutte le diocesi latine erette in quegli anni in Asia. Fu designato come primo arcivescovo il domenicano Francesco da Perugia, a cui il papa affiancò sei vescovi suffraganei, tutti domenicani.
Sebbene siano noti i nomi dei suffraganei, sono tuttavia incerti i nomi delle sedi di cui presero possesso. Le Provinciali dell'epoca menzionano le sedi di Naxivan, Tabriz, Tiflis, Maragheh (Maragha), collocabili in Armenia o nel nord della Persia; alla provincia ecclesiastica appartenevano anche tre diocesi situate oltre i confini dell'Ilkhanato, ossia Quilon in India, Samarcanda nel Khanato Chagatai (oggi Uzbekistan), Sebastopoli nel Chersoneso Pontico (oggi Abcasia); ed altre due sedi: Argionensis (di difficile collocazione geografica) e Diargorganensis (corrispondente a Dehikerkan, l'odierna Azar Shahr in Azerbaigian).
Alla consacrazione di Giovanni di Cori (1329) erano presenti Giordano di Séverac, vescovo di Quilon, e Tommaso di Mancasola, vescovo di Samarcanda; ai due vescovi papa Giovanni XXII affidò l'incarico di conferire il pallio al neo-consacrato.
L'arcidiocesi di Soltania scomparve con le invasioni di Tamerlano alla fine del XIV secolo. Delle sedi domenicane sopravvisse solo quella di Naxivan fino a metà del XVIII secolo.
Il titolo Soltaniensis continuò tuttavia ad essere attribuito in alcune occasioni, fino al 1926, quando fu soppresso.

## Cronotassi degli arcivescovi
- Francesco da Perugia, O.P. † (1º agosto 1318 - ? dimesso)
- Guglielmo, O.P. † (6 ottobre 1322 - 26 ottobre 1324 nominato arcivescovo di Antivari)
- Giovanni di Cori, O.P. † (9 agosto 1329 - ?)
- Guglielmo, O.P. † (? deceduto)
- Giovanni di Piacenza, O.P. † (9 gennaio 1349 - ? deceduto)
- Tommaso, O.P. ? † (28 febbraio 1368 - ? deceduto)
- Domenico Manfredi, O.P. ? † (18 agosto 1388 - ?)
- Giovanni di Gallofonte, O.P. † (26 agosto 1398 - ?)
- Nicola de Roberti, O.P. † (24 gennaio 1401 - ?)
- Giovanni, O.P. † (12 dicembre 1423 - ? deceduto)
- Tommaso Abaraner, O.P. † (19 dicembre 1425 - ? deceduto)

## Cronotassi degli arcivescovi titolari
- Francisco de Salazar, O.F.M. † (12 settembre 1548 - ?)
- Bernardino di Carmona † (10 luglio 1551 - ?)
- Albert Bitter † (9 ottobre 1922 - 19 dicembre 1926 deceduto)